# 3,4-Dibromanilin
3,4-Dibromanilin ist eine chemische Verbindung, die sowohl zu den Anilinen als auch zu den Halogenaromaten zählt.

## Darstellung
3,4-Dibromanilin wird aus 3,4-Dibromnitrobenzol hergestellt, das mit Eisen in Ethanol reduziert wird.

## Reaktionen
Mit Natriumnitrit und Salzsäure entsteht eine Diazoniumverbindung, die durch Verkochen zum 3,4-Dibromphenol umgesetzt werden kann.